# Романов, Антон Васильевич
Антон Васильевич Романов (род. 23 октября 1952, Иркутск, СССР) — государственный и политический деятель. Депутат Государственной Думы шестого созыва. Депутат Законодательного собрания Иркутской области третьего созыва, член фракции КПРФ, член комитета по законодательству о государственном строительстве области и местном самоуправлении.

## Биография
Антон Романов родился 23 октября 1952 года в Иркутске.
Проходил обучение в Иркутском государственном университете, в 1974 году получил диплом о высшем образовании. Окончил физический факультет.
После окончания учёбы в ВУЗе Романов трудоустроился научным сотрудником лаборатории по изучению низкотемпературной плазмы Института прикладной физики Иркутского государственного университета.
В 1978 году стал руководителем Иркутского молодежного спортивного объединения.
В 1982 году и в течение одного года работал преподавателем диалектического материализма на кафедре философии Иркутского государственного медицинского института.
В 1990 году Антон Романов избрался депутатом областного совета народных депутатов. В 1994 году стал депутатом Законодательного собрания Иркутской области. Депутатские полномочия в Законодательном органе власти области исполнял до 2011 года.
В январе 2010 года баллотировался на пост мэра Иркутска, однако за десять дней до дня голосования его кандидатура была снята с выборов по решению Кировского районного суда города Иркутска.
В декабре 2011 года баллотировался в Госдуму по спискам партии «Единая Россия». В результате распределения мандатов был избран депутатом Государственной думы РФ VI созыва. Срок полномочий завершён 1 декабря 2016 года. Входил в состав комитета Государственной думы по федеративному устройству и вопросам местного самоуправления. Член комитета по энергетике.
Романов стал одним из инициаторов запроса на имя генерального прокурора РФ Юрия Чайки о проверке действий президента СССР Михаила Горбачёва в период распада Советского Союза, где предлагалось осудить Михаила Горбачёва за развал СССР.
В 2018 году был избран депутатом Законодательного Собрания Иркутской области 3-го созыва (с 9 сентября 2018). Член комитета по законодательству о государственном строительстве области и местном самоуправлении, член комиссии по регламенту, депутатской этике, информационной политике и связям с общественными объединениями. Член фракции КПРФ.

## Награды
Награждён:
- Грамотой Совета Федерации Федерального Собрания Российской Федерации,
- Грамотой Государственной Думы Федерального Собрания Российской Федерации,
- Почетной грамотой Законодательного Собрания Иркутской области.

## Увлечения
С 1978 года начал руководить Иркутским молодежно-спортивным объединением («Школы Романова»). Обладатель черного пояса по каратэ, мастер восточных единоборств. После вышедшего в СССР в 1984 году постановления о запрете каратэ, стал преследоваться по Уголовному Кодексу. Позже вместе с товарищами изобрел армейский рукопашный бой, впоследствии ставший отдельным видом спорта.